# پسر خدایان (فیلم)
پسر خدایان (انگلیسی: Son of the Gods) فیلمی به کارگردانی فرانک لوید است که در سال ۱۹۳۰ منتشر شد. از بازیگران آن می‌توان به ریچارد بارتلمس، کنستانس بنت و فرانک آلبرستون اشاره کرد.